# Harlan Cleveland

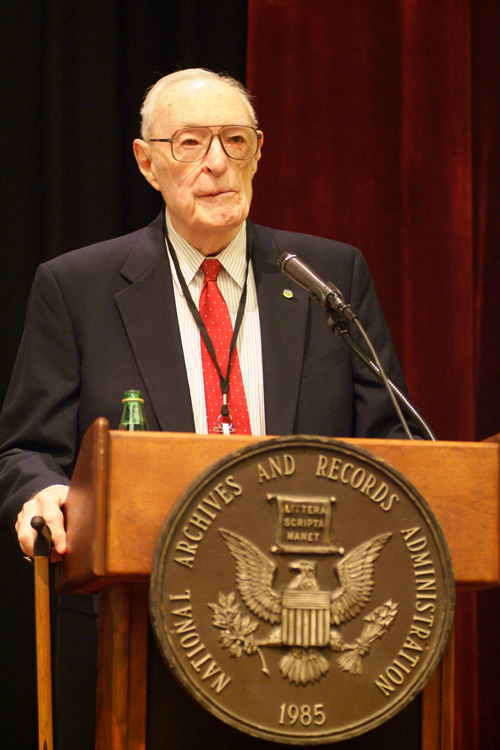
Harlan Cleveland (2006)

Harlan B. Cleveland (* 19. Januar 1918 in New York City; † 30. Mai 2008 in Sterling, Virginia) war ein US-amerikanischer Diplomat, Zukunftsforscher, Hochschulrektor und Schriftsteller. Der anerkannte Experte für internationale Beziehungen und Wirtschaftskriegsführung war zwischen 1961 und 1965 Assistant Secretary of State for International Organization Affairs sowie von 1965 bis 1969 Ständiger Vertreter der Vereinigten Staaten bei der NATO. Ihm zu Ehren wurde 1967 die Cleveland Mesa benannt, eine 8 km lange und 5 km breite Hochebene im westantarktischen Marie-Byrd-Land. Für seine Verdienste wurde ihm die Presidential Medal of Freedom verliehen.

## Leben
Harlan Cleveland, Sohn von Stanley Cleveland und dessen Ehefrau Marian Van Buren, begann nach dem Besuch der 1778 gegründeten Phillips Academy 1934 ein Studium an der Princeton University an der Princeton University, das er 1938 abschloss. Er erhielt zudem ein Rhodes-Stipendium für einen Studienaufenthalt an der University of Oxford und war in den 1940er Jahren als Experte für Wirtschaftskriegsführung für die US-Regierung tätig. Nach Ende des Zweiten Weltkrieges wurde er 1952 Direktor des Programms für China-Hilfe in der 1948 für den Marshallplan gegründeten Economic Cooperation Administration (ECA). In der Folgezeit war er in der ECA für die Entwicklung und Verwaltung der Hilfen für Italien und acht Staaten in Ostasien tätig und spielte eine wesentliche Rolle bei der Verwaltung des Marshall-Plans. In den 1950er Jahren war ferner Herausgeber und Geschäftsführender Redakteur des Magazins The Reporter sowie als Nachfolger von Paul H. Appleby zwischen 1956 und 1961 Dekan der Maxwell School of Citizenship and Public Affairs der Syracuse University.
Am 20. Februar 1961 löste Cleveland Francis O. Wilcox als Leiter der Unterabteilung Internationale Organisationen im US-Außenministerium (Assistant Secretary of State for International Organization Affairs) ab und bekleidete diesen Posten bis zum 1. September 1965, woraufhin Joseph J. Sisco sein Nachfolger wurde. Er selbst löste daraufhin am 1. September 1965 Thomas K. Finletter als Ständiger Vertreter der Vereinigten Staaten bei der NATO ab und bekleidete diesen Posten bis zu seiner Ablösung durch Robert Fred Ellsworth am 11. Juni 1969. Er war zudem Vorsitzender der Antarctic Policy Group im Außenministerium. Ihm zu Ehren wurde 1967 die Cleveland Mesa benannt, eine 8 km lange und 5 km breite Hochebene im westantarktischen Marie-Byrd-Land.
Im Anschluss wurde Cleveland 1969 Präsident der University of Hawaiʻi at Mānoa und war danach von 1972 bis zu seiner Ablösung durch Fujio Matsuda 1974 Präsident des University of Hawaiʻi System. Er war zudem Dekan der Humphrey School of Public Affairs der University of Minnesota. Er war von 1977 bis 1978 Vorsitzender des Weather Modification Advisory Board und enaggeierte sich in verschiedenen Institutionen als Honorardirektor des Atlantic Council, als Fellow des International Leadership Forum sowie für die American Academy of Diplomacy, als Mitglied des Club of Rome, des Council on Foreign Relations und des Aspen Institute. Er war zwischen 1987 und 1993 Kolumnist der in Minneapolis erscheinenden Tageszeitung Star Tribune und wurde 1991 Präsident der World Academy of Art and Science (WAAS). Für seine Verdienste wurde ihm die Presidential Medal of Freedom verliehen.
Aus seiner Ehe mit Lois Cleveland, mit der er bis zu seinem Tode verheiratet war, gingen die beiden Töchter Zoë und Melantha sowie der Sohn Alan Cleveland hervor.

## Veröffentlichungen
Harlan Cleveland verfasste zahlreiche Fachbücher, die sich insbesondere mit Themen der Zukunftsforschung befassten. Zu seinen Werken gehören:
- The third try at world order: U.S. policy for an interdependent world, 1940
- The theory and practice of foreign aid, 1956
- The art of overseasmanship, 1957
- The overseas Americans, 1960
- Two kinds of politics, 1963
- Fraternity of the impatient, 1964
- The obligations of power. American diplomacy in the search for peace, 1966
- Nato. The transatlantic bargain, 1970
- The future executive. A guide for tomorrow’s managers, 1972
- Seven everyday collisions in American higher education, 1974
- Education is development, and vice versa. Reflections on a transpacific dialogue, 1975
- China diary, 1976
- World energy and U.S. leadership. Report of the Committee on Energy Policy of the Atlantic Council, 1977
- Renewing the Boundless Resource, a Lecture, 1980
- After Afghanistan: The Long Haul, 1980
- Triple Collision of Modernization, 1980
- Energy Futures of Developing Countries. The Neglected Victims of the Energy Crisis, 1980
- Information as a resource, 1983
- Toward a Strategy for the Management of Peace. U. S. Foreign Policy in the 1980’s, 1983
- The knowledge executive. Leadership in an information society, 1985
- The costs and benefits of openness. Sunshine laws and higher education, 1985
- Prospects for peacemaking. A citizen's guide to safer nuclear strategy, 1987
- Birth of a new world: an open moment for international leadership, 1993
- The United Nations. Policy and financing alternatives. Innovative proposals by visionary leaders, Mitautoren Hazel Henderson, Inge Kaul, 1995
- Nobody in Charge. Essays on the Future of Leadership, 2002

in deutscher Sprache
- Die Führungskraft von morgen, Herder und Herder, 1973, ISBN 978-3-585-32046-6